# Parafia św. Szczepana w Szczepanowie
Parafia św. Szczepana w Szczepanowie – parafia rzymskokatolicka znajdująca się w dekanacie Środa Śląska archidiecezji wrocławskiej. Erygowana w XIV wieku.
Obsługiwana przez księży archidiecezjalnych. Jej proboszczem jest ks. mgr Janusz Gajewski RM.

## Zasięg parafii
Obejmuje swoim zasięgiem Szczepanów oraz wsie: Brodno, Kobylniki, Słup i  Zakrzów.

## Parafialne księgi metrykalne
| Księgi metrykalne | Okres ewidencji |
| ----------------- | --------------- |
| chrztów           | od 1766         |
| ślubów            | od 1766         |
| zgonów            | od 1766         |